# Rhabdoblatta
Rhabdoblatta es un género de cucarachas de la familia Blaberidae.

## Especies
- Rhabdoblatta abdominalis
- Rhabdoblatta adjacens
- Rhabdoblatta albina
- Rhabdoblatta alligata
- Rhabdoblatta annandalei
- Rhabdoblatta antecedens
- Rhabdoblatta asymmetrica
- Rhabdoblatta atra
- Rhabdoblatta bazyluki
- Rhabdoblatta belokobylskii
- Rhabdoblatta beybienkoi
- Rhabdoblatta bicolor
- Rhabdoblatta bielawskii
- Rhabdoblatta birmanica
- Rhabdoblatta buonluoiensis
- Rhabdoblatta camerunensis
- Rhabdoblatta catori
- Rhabdoblatta chaulformis
- Rhabdoblatta chromatica
- Rhabdoblatta cincta
- Rhabdoblatta circumdata
- Rhabdoblatta communis
- Rhabdoblatta curta
- Rhabdoblatta darevskii
- Rhabdoblatta decorata
- Rhabdoblatta deflexa
- Rhabdoblatta densimaculata
- Rhabdoblatta denticuligera
- Rhabdoblatta dilatata
- Rhabdoblatta doleschali
- Rhabdoblatta dytiscoides
- Rhabdoblatta ecarinata
- Rhabdoblatta elegans
- Rhabdoblatta erubescens
- Rhabdoblatta everetti
- Rhabdoblatta excellens
- Rhabdoblatta excelsa
- Rhabdoblatta eximia
- Rhabdoblatta exotica
- Rhabdoblatta extrema
- Rhabdoblatta ferruginosa
- Rhabdoblatta flavomarginata
- Rhabdoblatta formosana
- Rhabdoblatta geminata
- Rhabdoblatta gialaiensis
- Rhabdoblatta gjellerupi
- Rhabdoblatta goliath
- Rhabdoblatta gorochovi
- Rhabdoblatta guttigera
- Rhabdoblatta gyroflexa
- Rhabdoblatta humeralis
- Rhabdoblatta hybrida
- Rhabdoblatta imitans
- Rhabdoblatta immaculata
- Rhabdoblatta imperatrix
- Rhabdoblatta incisa
- Rhabdoblatta inclarata
- Rhabdoblatta inconspicua
- Rhabdoblatta insueta
- Rhabdoblatta intermedia
- Rhabdoblatta javanica
- Rhabdoblatta kabakovi
- Rhabdoblatta karnyi
- Rhabdoblatta keraudreni
- Rhabdoblatta klossi
- Rhabdoblatta krasnovi
- Rhabdoblatta kryzhanovskii
- Rhabdoblatta laevicollis
- Rhabdoblatta limbata
- Rhabdoblatta lineaticollis
- Rhabdoblatta lugubrina
- Rhabdoblatta luteola
- Rhabdoblatta lutosa
- Rhabdoblatta luzonica
- Rhabdoblatta lyncea
- Rhabdoblatta maculata
- Rhabdoblatta malagassa
- Rhabdoblatta malcolmsmithi
- Rhabdoblatta marginata
- Rhabdoblatta marmorata
- Rhabdoblatta mascifera
- Rhabdoblatta melancholica
- Rhabdoblatta melanosoma
- Rhabdoblatta memnonia
- Rhabdoblatta mentawiensis
- Rhabdoblatta mentiens
- Rhabdoblatta meticulosa
- Rhabdoblatta modica
- Rhabdoblatta modiglianii
- Rhabdoblatta monochroma
- Rhabdoblatta monticola
- Rhabdoblatta nigrovittata
- Rhabdoblatta obtecta
- Rhabdoblatta ocellata
- Rhabdoblatta omei
- Rhabdoblatta orlovi
- Rhabdoblatta pallescens
- Rhabdoblatta pallida
- Rhabdoblatta pandens
- Rhabdoblatta papua
- Rhabdoblatta paravicinii
- Rhabdoblatta parva
- Rhabdoblatta parvula
- Rhabdoblatta pectinata
- Rhabdoblatta pedisequa
- Rhabdoblatta pendleburyi
- Rhabdoblatta perplexa
- Rhabdoblatta pisarskii
- Rhabdoblatta plebeja
- Rhabdoblatta plena
- Rhabdoblatta pluriramosa
- Rhabdoblatta pondokensis
- Rhabdoblatta praecipua
- Rhabdoblatta princisi
- Rhabdoblatta procera
- Rhabdoblatta proximata
- Rhabdoblatta puncticollis
- Rhabdoblatta puncticulosa
- Rhabdoblatta punctipennis
- Rhabdoblatta punctuata
- Rhabdoblatta punctulata
- Rhabdoblatta punkiko
- Rhabdoblatta pustulata
- Rhabdoblatta quadrinotata
- Rhabdoblatta rattanakiriensis
- Rhabdoblatta regina
- Rhabdoblatta ridleyi
- Rhabdoblatta rustica
- Rhabdoblatta ryabovi
- Rhabdoblatta saravacensis
- Rhabdoblatta saussurei
- Rhabdoblatta segregata
- Rhabdoblatta similis
- Rhabdoblatta similsinuata
- Rhabdoblatta simlansis
- Rhabdoblatta simulans
- Rhabdoblatta sinensis
- Rhabdoblatta sinuata
- Rhabdoblatta speciosa
- Rhabdoblatta stipata
- Rhabdoblatta structilis
- Rhabdoblatta sublurida
- Rhabdoblatta subsparsa
- Rhabdoblatta subvittata
- Rhabdoblatta takahashii
- Rhabdoblatta takarana
- Rhabdoblatta tamdaoensis
- Rhabdoblatta trilobata
- Rhabdoblatta trongana
- Rhabdoblatta unicolor
- Rhabdoblatta usambarensis
- Rhabdoblatta varia
- Rhabdoblatta vasta
- Rhabdoblatta vietica
- Rhabdoblatta vittata
- Rhabdoblatta wittei
- Rhabdoblatta xiai
- Rhabdoblatta yayeyamana